# DAF 46
El DAF 46 es un pequeño coche familiar que fue producido por la compañía neerlandesa DAF. Fue introducido en noviembre de 1974 para reemplazar el DAF 44, aunque en ese momento se anunció que los dos coches serían vendidos el uno junto al otro, sugiriendo que todavía existían substanciales stocks del modelo precedente esperando por un comprador.
En febrero de 1976, con el relanzamiento del Volvo 66 (el anterior DAF 66), se anunció que el DAF 46 sería retirado durante 1976, después de los cual se tomarían 'medidas especiales' para asegurar el abastecimiento de piezas y servicios de mantenimiento a pesar de la desaparición de la marca DAF del mercado de automóviles de pasajeros.
El DAF 46 estaba totalmente enmoquetado y contaba con tapizado de tela en los asientos reclinables. También tenía una rediseñada palanca de cambios y luces de advertencia adicionales montadas sobre el tablero. Fuera de la vista del conductor disponía de una suspensión en el eje trasero de tipo De Dion, que DAF ya había instalado dos años antes en su modelo más potente cuando reemplazó el DAF 55 por el DAF 66: el coche mantuvo su transmisión característica variomatic, pero ahora se acopló con un diferencial convencional que se afirmó que mejoraría los niveles de ruido y prolongaría la vida de la correa de transmisión. Los informes sugieren que el DAF 46 tenía un manejo más seguro que su predecesor, pero la aceleración era sin embargo considerablemente más lenta, en un tiempo en que la mayoría de fabricantes europeos estaban mejorando la velocidad máxima y aceleración cuando introducían mejoras en los nuevos modelos.
Un total de 32.353 DAF 46 fueron producidos.